# Hanna Wierbłowska
Hanna Wierbłowska z d. Fagot pseud. Hanka, Henryka, Aniela (ur. 29 grudnia 1893, zm. 20 maja 1964) – działaczka komunistyczna, 1944–1946 kierownik Wydziału Cenzury RBP/MBP, 1946–1949 starszy inspektor Inspektoratu Ministerstwa Bezpieczeństwa Publicznego w stopniu majora.
Urodzona w żydowskiej rodzinie Maurycego Fagota. Ukończyła seminarium wychowania przedszkolnego. W 1916 wstąpiła do SDKPiL, a od 1918 działała w KPP, w której była etatowym pracownikiem partyjnym. 1925–1930 we Francji, gdzie kierowała przedszkolem dla dzieci sowieckich dyplomatów. Od września 1939 do czerwca 1941 w Białymstoku była metodyczką ds. przedszkoli polskich. 1941–1942 w Samarkandzie i Kujbyszewie, później redaktorka polskojęzycznych pism w ZSRR i radia ZPP. We wrześniu 1944 została kierownikiem Wydziału Cenzury RBP, a w styczniu 1946 starszym inspektorem w Inspektoracie Ministerstwa BP. We wrześniu 1949 zwolniona na własną prośbę.
Pochowana na Cmentarzu Wojskowym na Powązkach (kwatera C2-8-12).